# Dimmi che mi ami, che mi ami, che tu ami, che tu ami solo me/Ballando sull'onda
Dimmi che mi ami, che mi ami, che tu ami, che tu ami solo me/Ballando sull'onda è un 45 giri della cantante pop italiana Nada, pubblicato nel 1981 dall'etichetta discografica Polydor.
Il disco si posizionò in breve tempo alla diciottesima posizione dei singoli più venduti in Italia, con oltre centomila copie, risultando il novantesimo singolo più venduto in Italia nel 1981.

## Dimmi che mi ami, che mi ami, che tu ami, che tu ami solo me
Dimmi che mi ami, che mi ami, che tu ami, che tu ami solo me, scritto da Gerry Manzoli e Mauro Lusini, su arrangiamento di Vince Tempera, ebbe un buon successo, segnando un rilancio della cantante dopo un lungo periodo di offuscamento discografico. Il brano fu inserito nella raccolta Ti stringerò, pubblicata nel 1982 a conclusione del contratto della cantante con la Polydor (l'anno dopo la cantante passò alla EMI), e presentato al Festivalbar e in numerose rassegne musicali del periodo, diventando una delle hit di quell'estate.
Il singolo è stato pubblicato anche in Germania con una copertina differente e con il titolo abbreviato in Dimmi che mi ami, su etichetta Polydor – 2121 464

## Ballando sull'onda
Ballando sull'onda, scritto dagli stessi autori, era il lato B del disco, arrangiato da Walter Martino e Alessandro Centofanti, inserito anch'esso nella raccolta.

## Tracce
Lato A
1. Dimmi che mi ami, che mi ami, che tu ami, che tu ami solo me – 3:06 (Gerry Manzoli - Mauro Lusini)

Durata totale: 3:06
Lato B
1. Sei matto – 3:50 (Gerry Manzoli - Mauro Lusini)

Durata totale: 3:50